# Vlajka Chersonské oblasti

Vlajka Chersonské oblasti
Poměr stran 2:3

Vlajka Chersonské oblasti, jedné z ukrajinských oblastí, je tvořena třemi vodorovnými pruhy: modrým, bílým a modrým, v poměru šířek 1:2:1. V žerďové části bílého pruhu se nachází oblastní znak.

## Historie
Chersonská oblast vznikla 30. března 1944.
Na podzim roku 2001 bylo oblastní radou rozhodnuto o vyhlášení soutěže symbolů Chersonské oblasti. Následně byl dne 25. října 2001 rozhodnutím č. 440 vybrán a schválen návrh Sergeje Sazonova a Jurije Ščepeleva.

### Ruská okupace Chersonské oblasti
Během ruské agrese na Ukrajině v roce 2022 byla drtivá většina oblasti dobyta ruskou armádou a vznikl zde ruskou stranou dosazený okupační orgán. 30. září 2022 při podepsání dekretu o připojení dobytých ukrajinských oblastí ruským prezidentem Vladimirem Putinem objevila vlajka Ruskem okupované Chersonské oblasti, která horizontálními pruhy připomíná původní vlajku Chersonské oblasti, místo ukrajinského oblastního znaku při žerdi se ale ve středu vlajky nachází upravený znak udělený městu Cherson a Chersonské gubernii roku 1803.

Vlajka Ruskem okupované Chersonské oblasti (od 2022) Poměr stran 2:3

## Vlajky rajónů oblasti
Od 18. července 2020 se na základě územně-teritoriální reformy na Ukrajině člení oblast na 5 rajónů, z nichž všechny mimo Chersonského užívají vlastní vlajku:

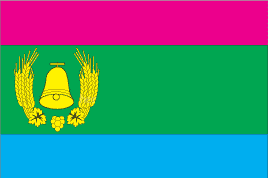
Beryslavský rajón Poměr stran 2:3
Heničeský rajón Poměr stran 2:3
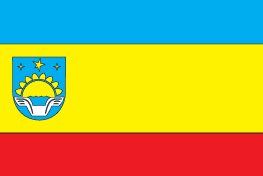
Kachovský rajón Poměr stran 2:3
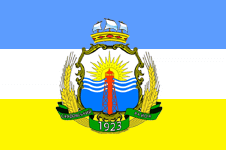
Skadovský rajón Poměr stran 2:3